# Karel Schadt
 (avril 2021).
La mise en forme du texte ne suit pas les recommandations de Wikipédia : il faut le « wikifier ».
Les points d'amélioration suivants sont les cas les plus fréquents. Le détail des points à revoir est peut-être précisé sur la page de discussion.
- Les titres sont pré-formatés par le logiciel. Ils ne sont ni en capitales, ni en gras.
- Le texte ne doit pas être écrit en capitales (les noms de famille non plus), ni en gras, ni en italique, ni en « petit »…
- Le gras n'est utilisé que pour surligner le titre de l'article dans l'introduction, une seule fois.
- L'italique est rarement utilisé : mots en langue étrangère, titres d'œuvres, noms de bateaux, etc.
- Les citations ne sont pas en italique mais en corps de texte normal. Elles sont entourées par des guillemets français : « et ».
- Les listes à puces sont à éviter, des paragraphes rédigés étant largement préférés. Les tableaux sont à réserver à la présentation de données structurées (résultats, etc.).
- Les appels de note de bas de page (petits chiffres en exposant, introduits par l'outil «  Source ») sont à placer entre la fin de phrase et le point final[comme ça].
- Les liens internes (vers d'autres articles de Wikipédia) sont à choisir avec parcimonie. Créez des liens vers des articles approfondissant le sujet. Les termes génériques sans rapport avec le sujet sont à éviter, ainsi que les répétitions de liens vers un même terme.
- Les liens externes sont à placer uniquement dans une section « Liens externes », à la fin de l'article. Ces liens sont à choisir avec parcimonie suivant les règles définies. Si un lien sert de source à l'article, son insertion dans le texte est à faire par les notes de bas de page.
- La présentation des références doit suivre les conventions bibliographiques. Il est recommandé d'utiliser les modèles {{Ouvrage}}, {{Chapitre}}, {{Article}}, {{Lien web}} et/ou {{Bibliographie}}. Le mode d'édition visuel peut mettre en forme automatiquement les références.
- Insérer une infobox (cadre d'informations à droite) n'est pas obligatoire pour parachever la mise en page.

Pour une aide détaillée, merci de consulter Aide:Wikification.
Si vous pensez que ces points ont été résolus, vous pouvez retirer ce bandeau et améliorer la mise en forme d'un autre article.
Karel Schadt est un peintre paysagiste et impressionniste majeur né dans l'empire austro-hongrois le 20 novembre 1888 à Freiberg in Böhmen, aujourd'hui Příbram (Tchéquie). Il a connu Masaryk et la 1re République tchèque et a vécu jusqu'à sa mort à 67 ans en 1955 sous le régime communiste de Tchécoslovaquie.

## Biographie
Karel Schadt a été influencé par les impressionnistes français du XIXe siècle tels Claude Monet et Pissarro. Entre 1911 et  1916, il fut l'élève de Alois Kalvoda (en). Il exposa à Vienne, à Prague dans les salons de Rubešov, Topičov, Weinfurt et Ročák puis sera nommé professeur de peinture à l'académie de Příbram. Son succès lui permet de vivre de sa peinture et il a peint et vendu plus de 200 toiles durant sa vie. Son père Hynek Schadt était un commis des chemins de fer,  sa mère etait Marie, b. Franková et sa première femme était Božena, b. Boubelíková. 
Il a peint beaucoup de paysages  de sa région natale autour de Příbram (région vallonnée et boisée située à 40 km au sud de Prague) mais aussi les montagnes slovaques des Tatras. Ses voyages lui donnent l'opportunité de varier ses thèmes: la côte près de Nice devient le sujet de plusieurs huiles , Dubrovnik de même . Son style a beaucoup évolué et s'est affirmé au cours de sa carrière. Ses peintures deviennent de plus en plus intenses en termes de couleur et il perfectionne la technique de peinture des forêts et des paysages neigeux qui deviennent sa marque. Même sa façon de signer change avec son art. D'une fine signature à peine lisible sur ses premiers tableaux, il passe à une signature en capitales grasses très visible sur ses œuvres plus tardives.
Il organise plus de trente expositions de ses œuvres de 1916 à Plzeň dans la galerie Benisek avec Ludvík Kuba, a Kosice en Slovaquie en 1927, puis jusqu'à la fin de sa carrière officielle en 1943. Il reçoit la médaille d'or de sa ville natale de Příbram en reconnaissance de son impact sur la ville. Il meurt d'une crise cardiaque à l'âge de 67 ans laissant derrière lui sa seconde épouse. Il est enterre au cimetière de Pribram dans la section des habitants célébrés. 
Ses œuvres sont aujourd'hui exposées dans différents musées, notamment à Příbram, sa ville natale, a Poprad (Slovaquie) a la GalerieTatraet en 2017 au musée du château de Prague aux côtés de Monet et Radimsky. Ses tableaux sont régulièrement vendus dans les galeries d'art (Kodl , Burchard Galleries Inc, Dorotheum , Galerie Ustar , Meissner-Neumann, Aukcni Dum, Premier Auction Galleries) et les ventes aux enchères.    

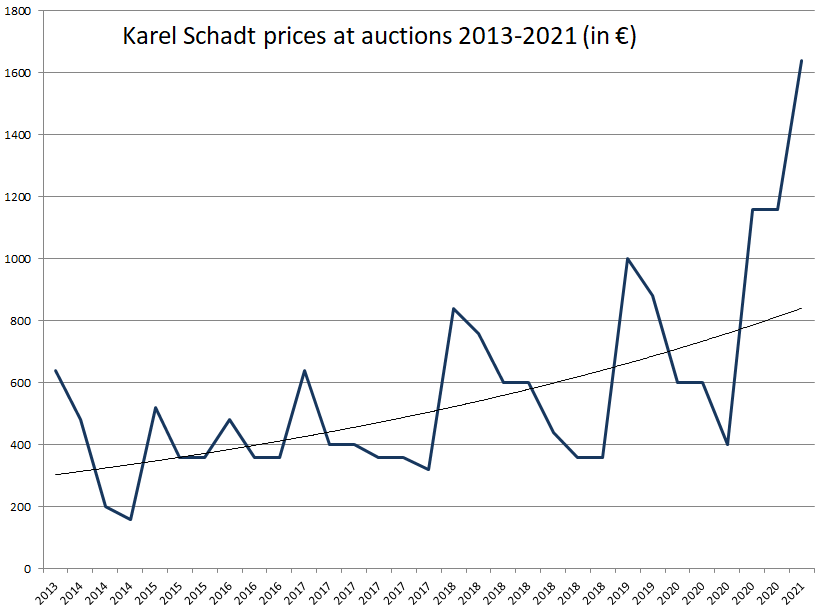
Évolution des prix des œuvres de Karel Schadt de 2013 à 2021

Échantillon d'expositions des œuvres de Karel Schadt
- 1927 : Exposition musée Karel Schadt a Košice, Slovaquie.
- 1929/03/31 - 1929/04/14 : Karel Schadt Musée industriel de Bohême du sud, Chrudim.
- 2006/11/09 - 2007/03/04 : Paysages d'hiver, musée municipal, Hasičský dům, Telč
- 2009 : Les hivers des maîtres de l'art, Maison de la culture Masaryk, Mělník
- 2010 : Les impressionnistes au château de Prague[10]
- 2015/10/04 : Les maîtres de la peinture et des paysages: Exposition, European Arts Investments, Prague
- 2017 : Expositions des impressionnistes tchèques au château de Prague  [11]